# Хигасикуни-но-мия Нарухико
Принц Нарухико (Хигасикуни) (яп. 東久邇宮 稔彦王 Хигасикуни-но-мия Нарухико-О:, 3 декабря 1887 — 20 января 1990) — представитель младшей ветви Хигасикуни императорского дома, 43-й премьер-министр Японии (лето — осень 1945 года). Единственный за историю член императорского дома на посту премьера.

## Биография

### Молодые годы
Родился в 1887 году в Киото. Был 18-м ребёнком и 9-м сыном принца Асахико (Куни) и внуком Кунииэ (Фусими). Брат Куниёси (Куни) — отец Нагако, супруги императора Хирохито.

### Семья
В 1906 году получил от императора Мэйдзи право образования новой наследной ветви Императорского дома — Хигасикуни, с титулом «Хигасикуни-но-мия». В 1915 году сочетался браком с Тосико, девятой дочерью императора. У них было четверо сыновей (наследных членов дома Хигасикуни до 1947 года):
- Морихиро  (яп. 盛厚王), 6 мая 1916 — 1 февраля 1969), женился на Сигэко (Тэру), старшей дочери императора Сёва.
- Моромаса  (яп. 師正王), 1917 — 1 сентября 1923), погиб во время токийского землетрясения 1923 года.
- Акицунэ  (яп. 彰常王), 13 мая 1920 — 30 августа 2006) — с 1940 года отказался от императорского родства, став маркизом Авата.
- Тосихико  (яп. 俊彦王), р. 24 марта 1929), с 1943 года отказался от императорского родства, став графом Тарама, в 1950 году переехал в бразильский штат Сан-Паулу.

### Образование
В 1908 году окончил командное училище, а в 1914 году — Военную академию императорской армии, проходя службу ротным командиром в 29-й бригаде, а с 1915 года — в 7-й армейской дивизии. В 1920—1926 годах вместе с братом и кузеном прошёл курс французской военной академии Сен-Сир. При этом, оставив жену и детей в Японии, поведением в Европе опозорил императорскую семью, не прибыв на похороны погибшего сына. По слухам, он завёл во Франции любовницу, лихачил, вёл богемную жизнь. В результате 1926 году Министерство двора было вынуждено отправить в Париж специального представителя для возвращения принца домой.

## Война в Китае
По возвращении в Японию получил назначение в Генштаб Сухопутных войск (1926—30 гг.) Далее до 1937 года отбыл командный ценз в качестве командира 5-й бригады и 4-й дивизии Сухопутных войск, получив чин генерал-майора. С началом интервенции в Китай в 1937-38 гг. являлся начальником ГУ армейской авиации, а затем до 1940 г. командующим 2-й армией в Китае. В 1940 году получил звание генерала армии и был награждён орденом Золотого коршуна I степени. Согласно опубликованным историком Ё. Ёсими документам, летом 1938 года именно принц Нарухико как командарм 2-й армии отдал личный приказ о применении химического оружия при взятии Нанкина.

## Тихоокеанская война
Осенью 1941 года премьер Ф. Коноэ предложил освободить пост для Нарухико, полагая, что принц Императорской семьи с военным опытом сможет найти общий язык с командованием Сухопутных войск. Однако министр государственной печати К. Кидо полагал, что Династии не стоит брать ответственность за конкретные политические решения, поэтому премьером был назначен генерал Х. Тодзио.
После начала Тихоокеанской войны Нарухико возглавил оборону метрополии, в том числе береговую охрану и войска ПВО. В 1942 году отдал приказ о казни пилотов сбитых американских самолётов, участвовавших в рейде Дулиттла. Будучи противником войны, после падения Сайпана летом 1944 года принц стал участником заговора против премьера Тодзио. Послевоенное расследование обнаружило, что Нарухико планировал стать регентом при малолетнем Акихито, сместив Императора и сосредоточив власть в своих руках.

## В правительстве
Когда в августе 1945 года стало очевидным, что война проиграна, и было принято решение согласиться с условиями капитуляции, принц Нарухико был назначен премьером с целью обеспечить прекращение боевых действий и демобилизацию, а также продемонстрировать народу готовность Императорского дома принять ответственность за перемены. Осенью 1945 года принц ушёл в отставку, вступив в конфликт с оккупационной администрацией из-за отмены «Закона о правопорядке» 1925 года.

## Ответственность за военные преступления
Принц Нарухико вместе с рядом других членов Династии (принцы Ясухито, Ясухико и Такэда) был освобожден генералом Макартуром от ответственности перед Военным трибуналом по Дальнему Востоку, одновременно членам Императорской семьи договориться о своих показаниях таким образом, что Император Хирохито избежал обвинения в военных преступлениях. Вина принца Нарухико осталась недоказанной в судебном порядке.

## После капитуляции
В интервью 27 февраля (газета «Иомиури») и 4 марта 1946 года (газета «Нью-Йорк Таймс») принц Нарухико заявил, что многие члены Императорской семьи одобряют идею возведения на трон малолетнего Акихито с принцем Такамацу в качестве регента. В 1946 году просьба принца о выходе из Императорской семьи была отклонена, но годом спустя оккупационные власти США отменили титулы Императорской семьи за исключением непосредственных родственников Императора. Как гражданский человек, Нарухико неоднократно начинал коммерческие проекты (окончились банкротством), также основав позднее запрещённое направление буддийской секты Дзэн под именем Хигасикуни-кё. В 1957 году он стал почётным президентом Международной федерации боевых искусств и ряда организаций. В 1958 г. опубликовал «Военные дневники», а в 1968 году — мемуары.
Скончался в Токио от сердечной недостаточности 20 января 1990 года в возрасте 102 лет, пережив братьев и сестёр, Императора Хирохито, свою жену и двоих сыновей.

## Награды
- 23.04.1908 — орден Цветов павловнии[3]
- 31.10.1917 — орден Хризантемы[4]
- 1.11.1920 — Медаль за кампанию 1914—1920 годов[5]
- 5.12.1930 — медаль «В ознаменование восстановления имперской столицы»[6]
- 15.08.1940 — медаль «В честь 2600 летия Японской империи»[7]
- 4.04.1942 — орден Золотого коршуна[8]